# Hillia (botanica)
Hillia Jacq., 1760 è un genere di piante angiosperme della famiglia delle Rubiacee.

## Tassonomia
Il genere comprende le seguenti specie:
- Hillia allenii C.M.Taylor
- Hillia bonoi Steyerm.
- Hillia costanensis Steyerm.
- Hillia foldatsii Steyerm.
- Hillia grayumii C.M.Taylor
- Hillia illustris (Vell.) K.Schum.
- Hillia killipii Standl.
- Hillia longifilamentosa (Steyerm.) C.M.Taylor
- Hillia loranthoides Standl.
- Hillia macbridei Standl.
- Hillia macromeris Standl.
- Hillia macrophylla Standl.
- Hillia maxonii Standl.
- Hillia oaxacana C.M.Taylor
- Hillia palmana Standl.
- Hillia panamensis Standl.
- Hillia parasitica Jacq.
- Hillia psammophila Steyerm.
- Hillia pumila C.M.Taylor
- Hillia rivalis C.M.Taylor
- Hillia saldanhaei K.Schum.
- Hillia tetrandra Sw.
- Hillia triflora (Oerst.) C.M.Taylor
- Hillia ulei K.Krause
- Hillia wurdackii Steyerm.